# Priethal (Gemeinde Grünburg)
Priethal ist ein Ort im Steyrtal im Traunviertel von Oberösterreich und gehört zur Gemeinde Grünburg im Bezirk Kirchdorf.

## Geographie
Der Ort befindet sich 7½ Kilometer taleinwärts südlich von Untergrünburg, kurz vor Leonstein. Er liegt an der Einmündung des Schmiedleitnerbachs (Rinnerbach, Rinnerbergerbach) in die Steyr, auf um die 405 m ü. A. Höhe, und am Fuß des Leonsteiner Burghügels (Hausberg), einem Vorberg des Großen Landbergs (899 m ü. A.).
Die Katastral- und auch Ortschaftsgrenze Obergrünburg zu Leonstein läuft im Bach durch den Ort (sodass er  aus statistischen Gründen in Obergrünburg als Weiler, in Leonstein als Rotte geführt wird). Er liegt direkt an der Steyrtal Straße (B 140)
Der Ort ist mit Au südlich weitgehend verschmolzen.
| Schmiedleithen | Außerort                                    |                           |
|                | Kompassrose, die auf Nachbargemeinden zeigt | Steyr Gradau (Gem. Molln) |
|                | Au                                          |                           |

## Geschichte, Kultur und Sehenswürdigkeiten

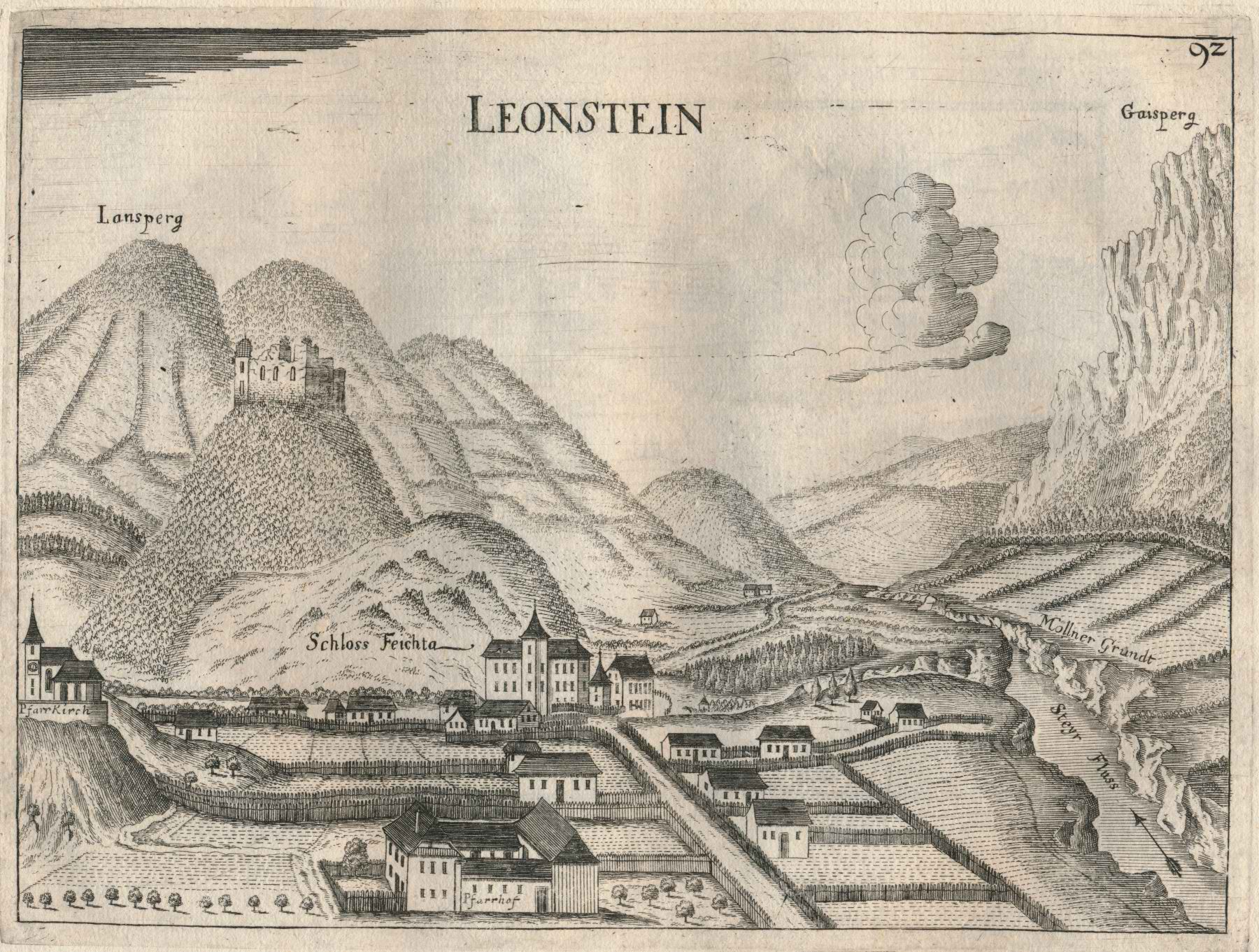
Leonstein mit Prietal und Burg, vor dem Landsberg (Vischer 1674)

Burg Leonstein am Hausberg könnte schon um 900 bestanden haben, urkundlich ist sie 1140. Sie wurde 1390 nach dreimonatiger Belagerung zerstört, dabei kam erstmals in Österreich ein Feuergeschütz zum Einsatz, es war am Rabenstein gegenüber stationiert. Ein paar Jahre danach wurde wieder ein kleiner Burgstall am Bergfuß errichtet, der in der zweiten Hälfte des 15. Jahrhunderts zum Schloss Feichta (heute „Leonstein“) ausgebaut wurde. 
Der heutige Ortsname ist 1355 als Guetel auf dem Predal urkundlich.
Prielthal war ein wichtiger Werksstandort, hier befanden sich drei Anlagen: ein schon 1550 genanntes Sensenwerk mit Mühle (Hierzenberger, dann Weinmeister, 1866 stillgelegt, heute Bäckerei-Konditorei); oberhalb der 1603 erwähnte, bald wieder aufgegebene Lanzenhammer; und an der Schmiedleitnerbach-Mündung eine Brettersäge ab 1754 (Zeugstatt genannt, Rosenauer).
Von der alten Steyrtalstraße ist die „Römerbrücke“ von 1787 über den Schmiedleitnerbach erhalten.
1890 bis 1980 verlief die Steyrtalbahn durch den Ort, der Bahnhof Leonstein stand nebenan in Au. Sie wurde aus Rentabilitätsgründen stillgelegt und abgetragen. Heute besteht hier der Steyrtalradweg (R8).

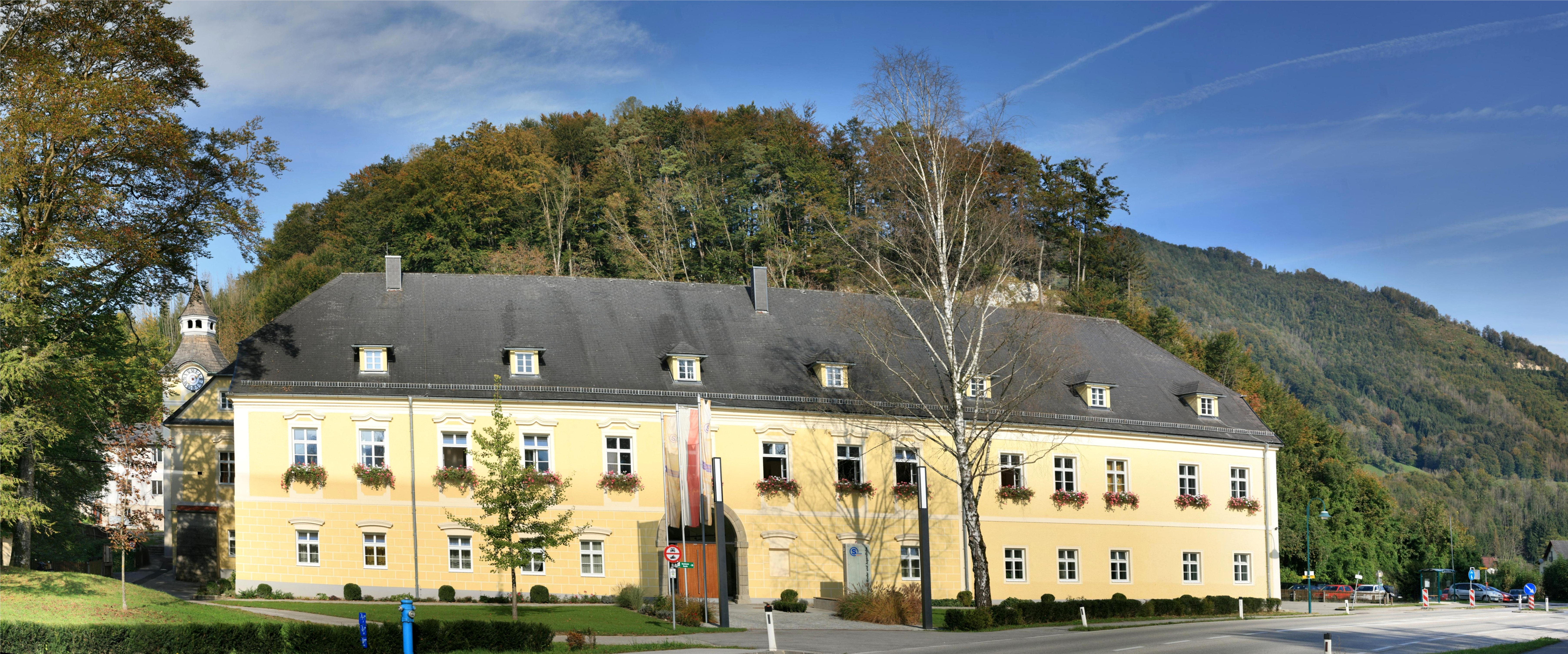
Schloss Leonstein vor dem Burghügel
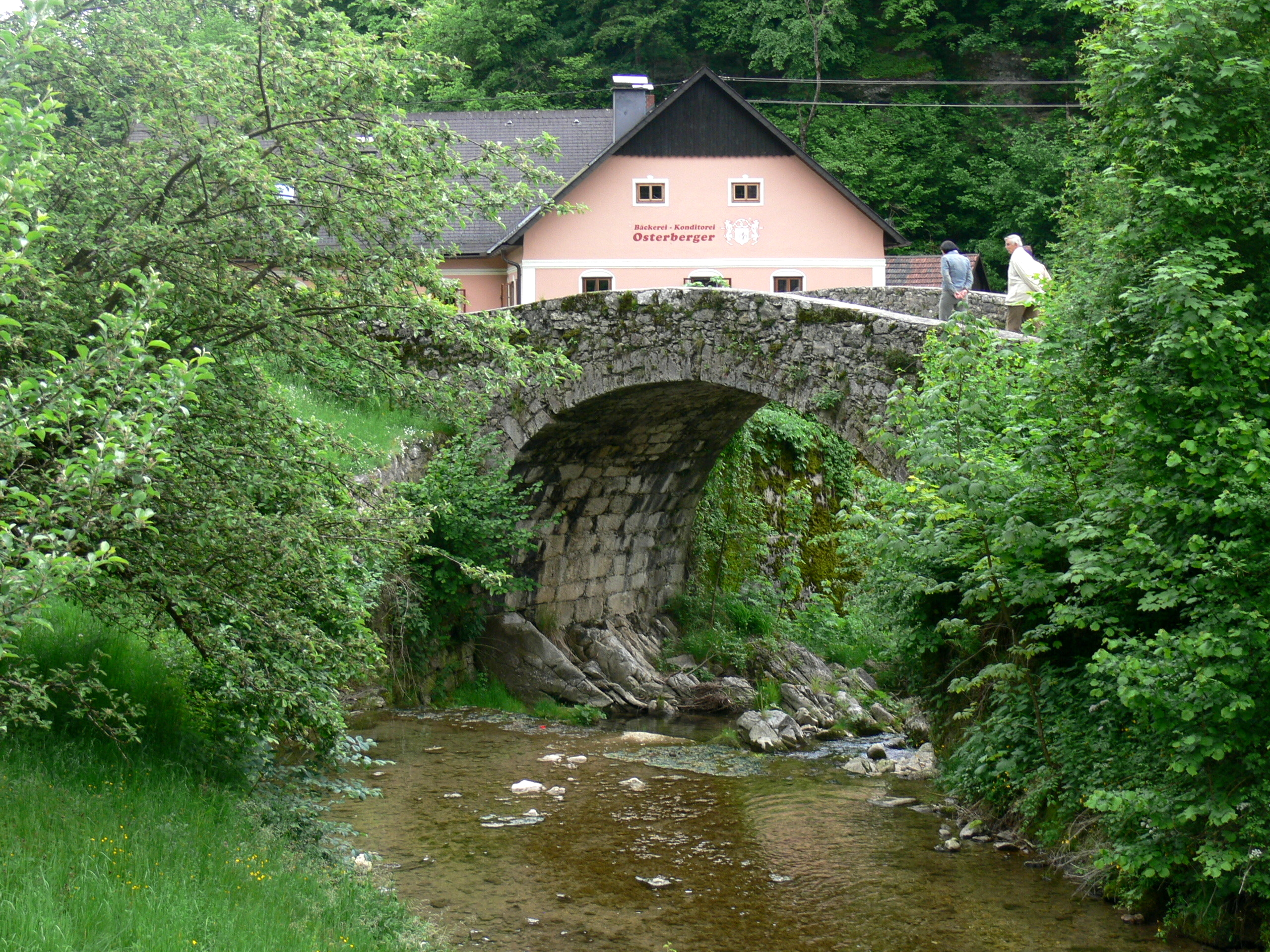
Alte „Römerbrücke“, mit der ehemaligen Mühle Priethal
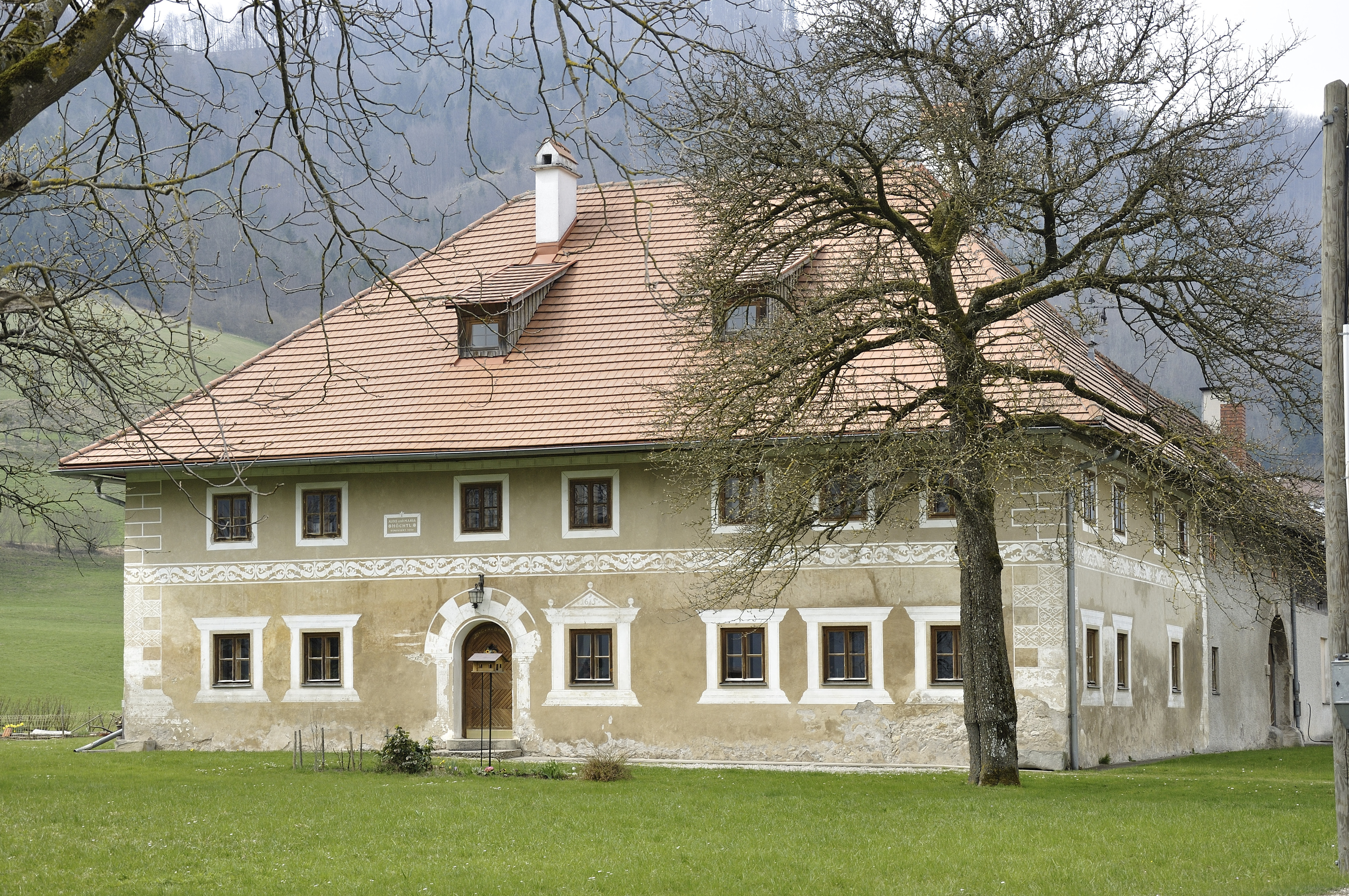
Bauernhof Hasengütl
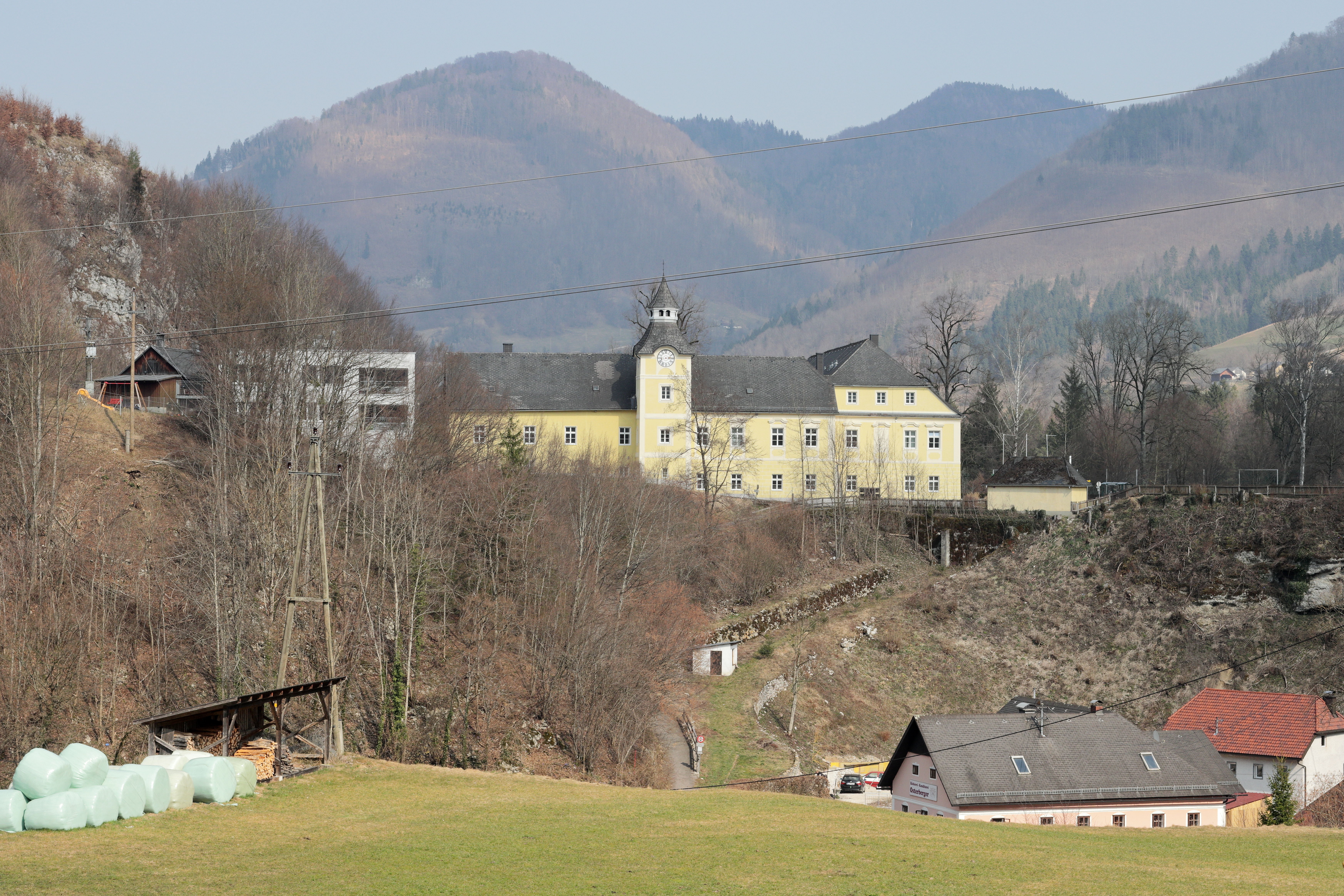
Blick von Leonstein über den Graben des Schmiedleitnerbachs nach Nordosten

## Nachweise
1. ↑  Statistik Austria: Ortsverzeichnis 2001, Oberösterreich, S. 171.
2. ↑  Feuerwaffen im Mittelalter. (Memento vom 17. August 2016 im Internet Archive) regionalgeschichte.net.
3. ↑  Österreichisches Urkundenbuch VII, Nr. 397.
4. ↑  Peter Wiesinger: Ortsnamenbuch des Landes Oberösterreich. Band 10, Verlag der österreichischen Akademie der Wissenschaften, Wien 2001, 7.3.2.8. Priethal Hgr von Leonstein 3-9, W von Obergrünburg 7-17, S. 83.
5. ↑  Josef Zeitlinger: Der Schmiedleitnerbach in Leonstein. In: Jahrbuch des Oberösterreichischen Musealvereines. Jahrgang 109, Linz 1963, Kapitel II. Historisches und Wirtschaft. S. 375 (ganzer Artikel S. 372–424, zobodat.at [PDF], dort S. 4).
6. ↑  Priethal führte die gekreuzten Schwerter, das ebenfalls zeitweise Hierzenbergerische Schmiedleiten den Hammer mit Semmel, Kreuz und Tipfel; vergl. hierzu Liste der Sensenwerke in Österreich: An der Steyr.